# Vrh Lašići
Vrh Lašići (en italien : Monte Lassici) est une localité de Croatie située en Istrie, dans la municipalité de Vižinada, dans le comitat d'Istrie. En 2001, la localité comptait 37 habitants.

## Démographie
| 1948 | 1953 | 1961 | 1971 | 1981 | 1991 | 2001 |
| ---- | ---- | ---- | ---- | ---- | ---- | ---- |
| 38   | 31   | 32   | 24   | 23   | 37   | 37   |